# Daniel Sulikowski
Daniel Sulikowski herbu Bończa – (ur. 4 stycznia 1808 w Łubnie zm. 2 marca 1892 w Słocinie) - poseł do Sejmu Krajowego Galicji II kadencji (1867–1869), poseł do Rady Państwa w Wiedniu, ksiądz rzymskokatolicki, proboszcz w Słocinie.
Uczył się w Krośnie, a następnie w gimnazjum i Seminarium Duchownym w Przemyślu. Studiował w latach 1829–1833 na Wydziale Teologii Katolickiej Uniwersytetu w Wiedniu i tam przyjął 25 lipca 1833 święcenia kapłańskie. Po powrocie do Galicji był wikariuszem i katechetą w Szkole Głównej w Rzeszowie, a następnie przez dwa lata w Szkole Realnej w Jarosławiu. Pod koniec 1834 przystąpił do tajnego Związku Przyjaciół Ludu. Od 1838 był proboszczem w Kobylance. W latach 1840–1841 w związku z masowymi aresztowaniami po dekonspiracji Stowarzyszenia Ludu Polskiego, objęto gp śledztwem, ale nie wszczęto przeciw niemu postępowania karnego. Zmuszony do opuszczenia swej parafii, przeniósł się w  1841 do Przemyśla wykładał przez 3 lata katechetykę i metodykę w Seminarium Duchownym oraz był egzaminatorem diecezjalnym. 14 grudnia 1844 otrzymał probostwo w parafii Świętych Rocha i Marcina w Słocinie. Po wybuchu Wiosny Ludów napisał broszurę Katechizm dla ludu wiejskiego wyjaśniający znaczenie konstytucji czyli rozmowa wieśniaków z plebanem po ogłoszeniu d. 23 marca 1848 w Rzeszowie patentu JCM Ferdynanda I o udzielonej konstytucji. Od 1852 do marca 1877 pełnił funkcję wicedziekana rzeszowskiego, został kanonikiem honorowym kapituły przemyskiej został także oddelegowany przez arcybiskupa lwowskiego Franciszka Wierzchlejskiego do Okręgowej Rady Szkolnej w Rzeszowie. 1 lutego 1867 został Sulikowski wybrany na posła do Sejmu Krajowego II kadencji z okręgu nr 61 Tyczyn–Strzyżów. Przeniósł się do Lwowa, gdzie uczestniczył w posiedzeniach pierwszej sesji. 2 marca 1867 wybrany został przez Sejm Krajowy na posła do Rady Państwa w Wiedniu. Należał do Koła Polskiego i regularnie uczestniczył w jego posiedzeniach, popierając ugodową politykę prezesa Floriana Ziemiałkowskiego, 31 marca 1870 mandat na ręce marszałka Sejmu galicyjskiego Leona Sapiehy po rozwiązaniu przez cesarza Sejmu Krajowego we Lwowie 21 maja 1870 utracił mandat i wycofał się z polityki, wrócił do obowiązków proboszcza w Słocinie. W latach 1877–1879 był też administratorem parafii w Malawie. Dla najuboższych mieszkańców Słociny założył Kasę Pobożnych w 1883 i przyczynił się do utworzenia Kółka Rolniczego w 1885.  W marcu 1887 zrezygnował z probostwa w Słocinie żegnając się z parafianami darował im wszystkie długi. Przeniósł się do Łąki pod Rzeszowem, gdzie objął posadę kapelana w zakładzie wychowawczym dla ubogich dziewcząt prowadzonym przez Zgromadzenie Sióstr Opatrzności Bożej. Ze względu na zły stan zdrowia i utratę słuchu w maju 1890 wrócił do Słociny i zamieszkał jako rezydent na plebanii. Pochowany został 5 marca 1892 w krypcie kościelnej pod głównym ołtarzem. W testamencie zapisał swoje oszczędności na ochronkę dla dzieci w Słocinie.